# 안드로메다자리 오메가
안드로메다자리 오메가(ω Andromedae / ω And)는 안드로메다자리의 항성이다. 지구에서 92.3 광년 떨어져 있다. 황백색 F형 준거성으로 겉보기 등급은 +4.83 등급이다.

## 참고 자료
- 안드로메다자리 오메가의 사진[깨진 링크(과거 내용 찾기)]